# Laaker Kirche

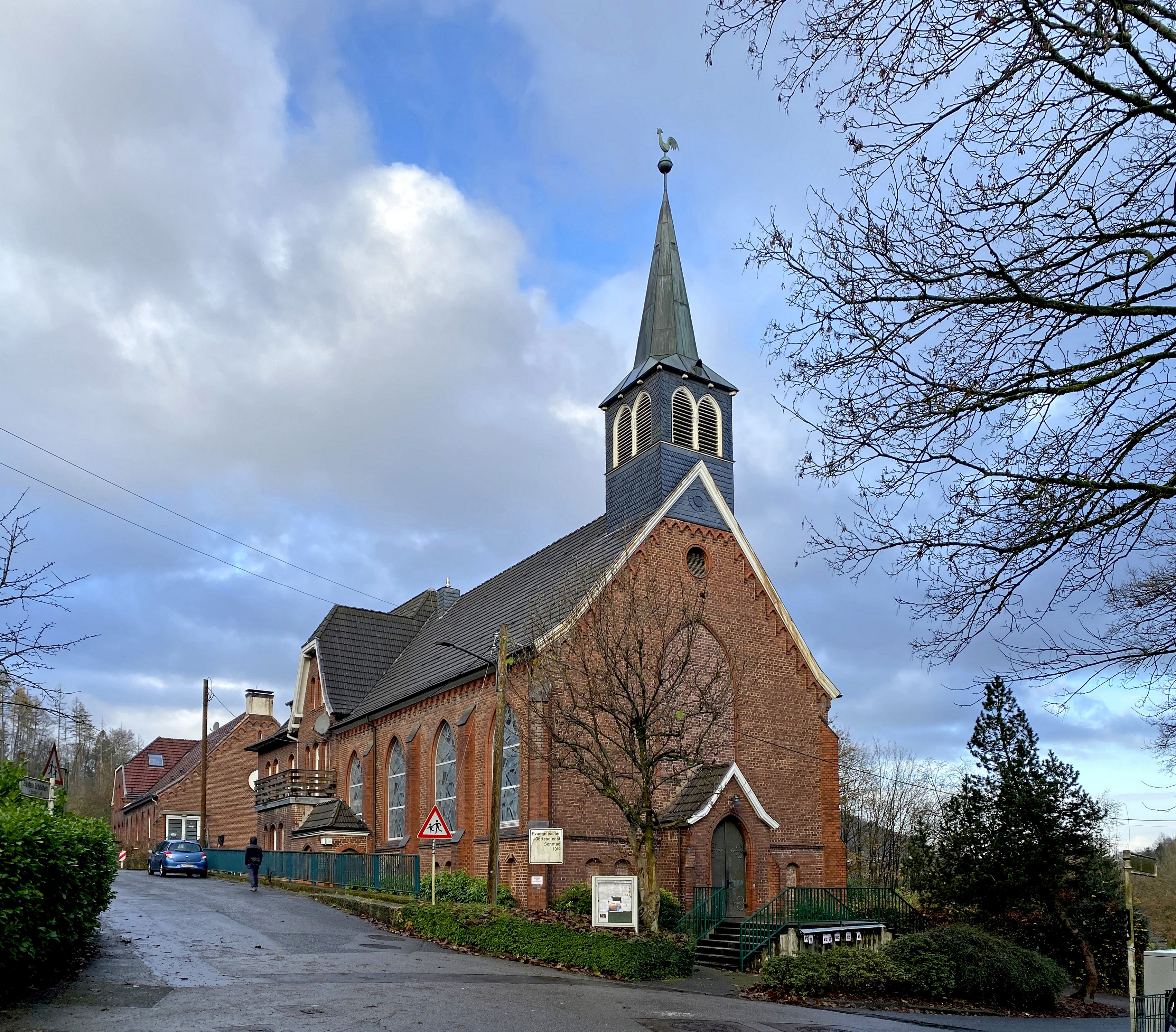
Die Laaker Kirche

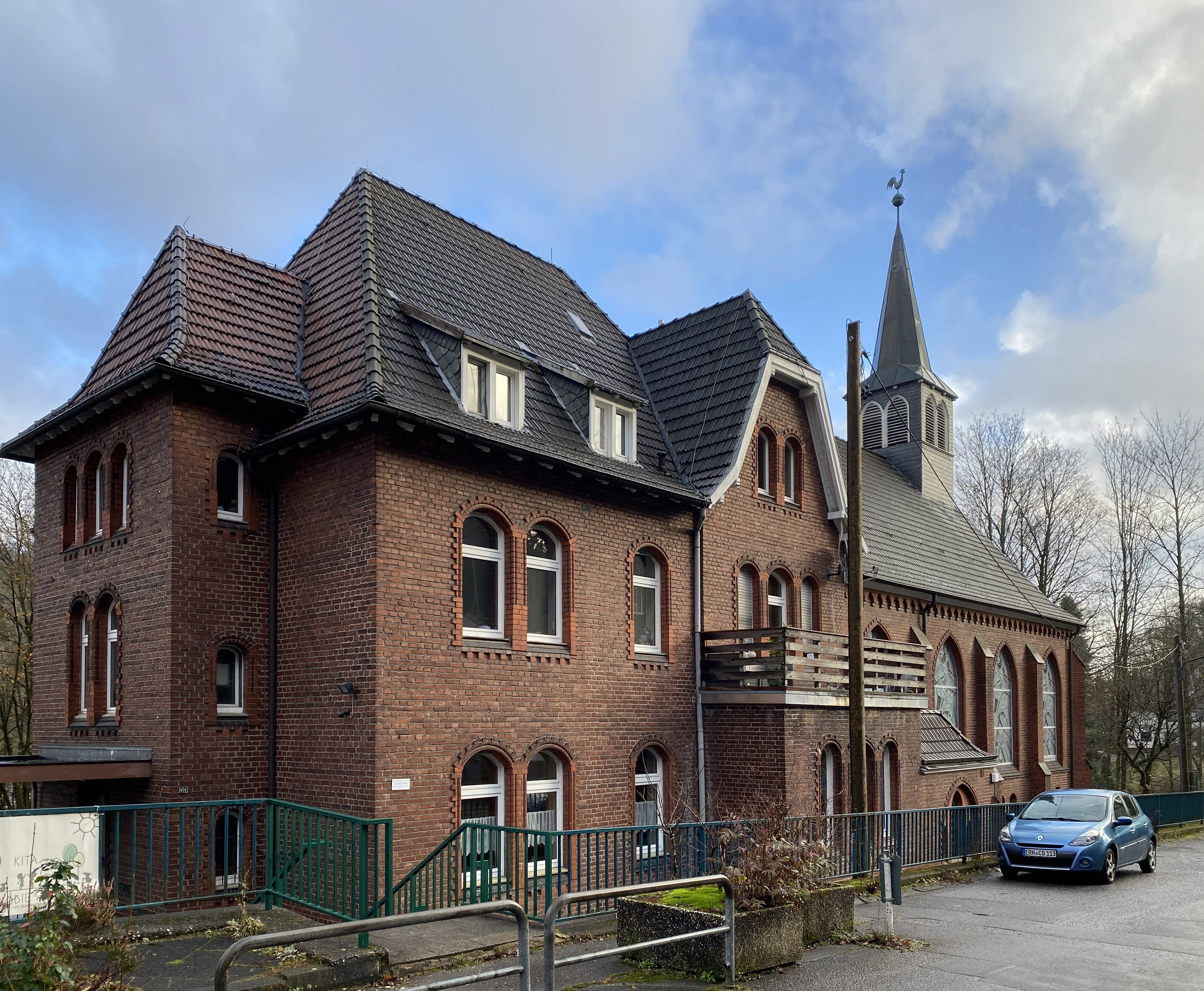
Gemeindehaus mit angebauter Kirche

Die Laaker Kirche ist eine evangelische Kirche im Wuppertaler Ortsteil Laaken und seit Oktober 2003 mit der Kirche am Kriegermal im Ortskern von Beyenburg eine von zwei Predigtstätten der Evangelischen Kirchengemeinde Beyenburg-Laaken im Kirchenkreis Wuppertal der Evangelischen Kirche im Rheinland.

## Geschichte

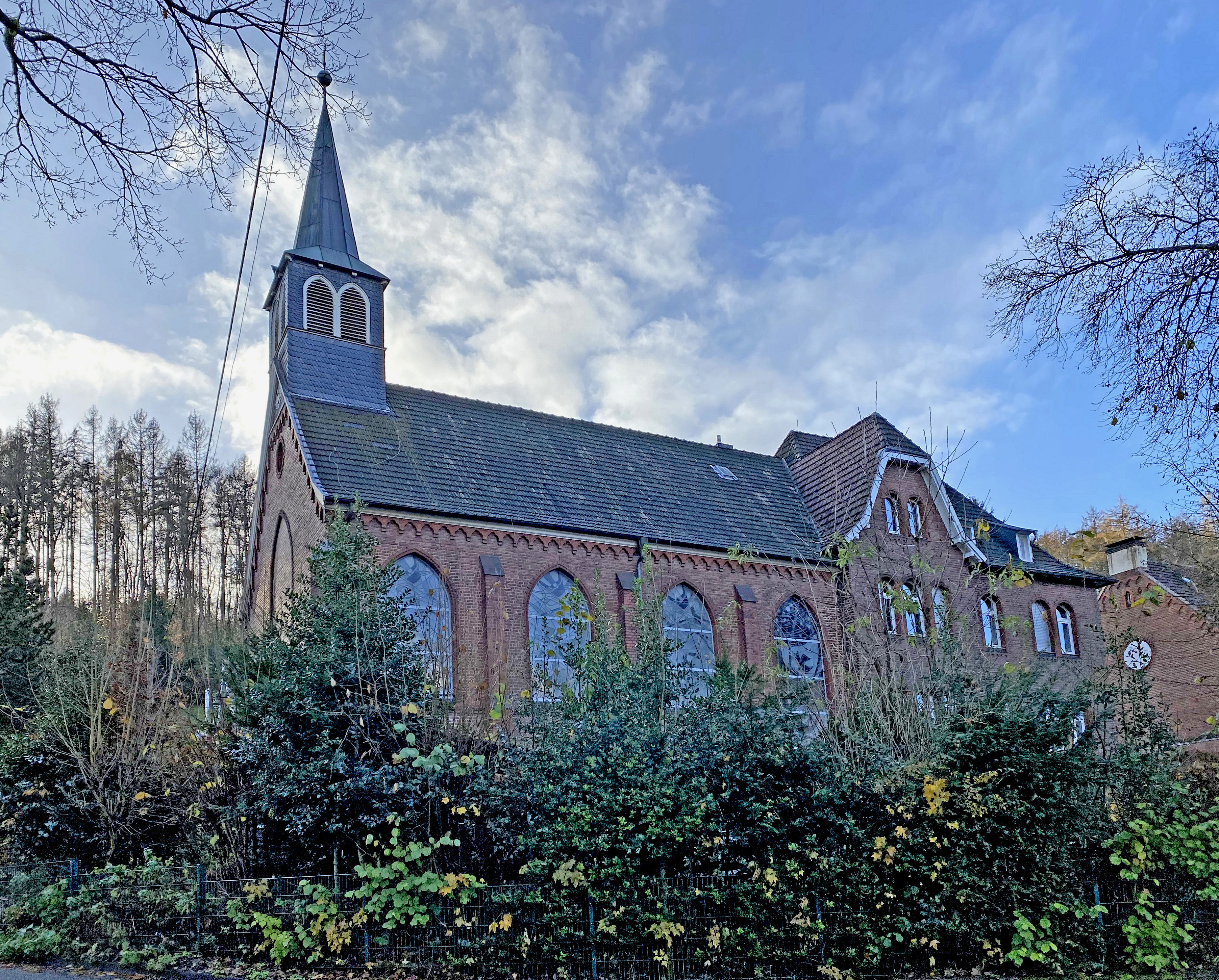
Ansicht von Nordosten

### Vorgeschichte
In der ersten Hälfte des 19. Jahrhunderts siedelten sich im engen Tal der Wupper im heutigen Ortsteil Blombacherbach, welcher damals noch zu Lüttringhausen gehörte, die ersten Industriebetriebe an, hauptsächlich im produzierenden Textilgewerbe. Um die Anlagen der Elberfelder Textildruckerei Schlieper & Baum, welche 1853 Richtung Laaker Hammer expandierte, bildeten sich schnell erste kleine Wohnsitze der Familien der dort tätigen Arbeiter, womit der Grundstein des späteren Wohnquartieres Laaken gelegt wurde. Eine ähnliche Entwicklung vollzog sich im benachbarten Beyenburg, wo seit 1854 ein eigener Pfarrvikar wirkte. Die Beyenburger verfolgten schon seit längerer Zeit die Planung zur Gründung einer eigenen Kirchengemeinde, wohlwissend, dass ein lebendiges Gemeindeleben auf Beyenburg beschränkt nicht möglich wäre. Die ebenfalls mit der kirchlichen Versorgung des Kirchspiels Lüttringhausens äußerst unzufriedenen Arbeiterfamilien Laakens und Dahleraus wurden somit in die Planung einer neuen Kirchengemeinde einbezogen. 1851 wurde durch den Lüttringhauser Bürgermeister die erste Liste aller Laaker Einwohner vorgelegt, welche nach Beyenburg umgemeindet werden sollten. Entgegen allen Planungen löste sich Beyenburg zwar 1863 von Lüttringhausen, allerdings ohne Dahlerau und Laaken, welche bei Lüttringhausen verblieben. Wohl geprägt vom Erfolg Beyenburgs gegenüber Lüttringhausen richteten engagierte Laaker Bürger dennoch eine erste Bibelstunde in einem Privathaus ein, und die Einwohner Erbschlös, Scharpenackens, der Konradswüste und Hammesbergs hielten sich nun an Ronsdorf, welches sich ebenfalls von Lüttringhausen lösen wollte. Laaken orientierte sich weiterhin unbeirrt Richtung Beyenburg. Jegliche Vereinigungspläne wurden von Lüttringhausen allerdings durchweg abgelehnt.
Im Zusammenhang mit einem erneuten Bevölkerungswachstum im Laaker Raum wurden 1890 neue Stimmen zur Gründung einer eigenen Gemeinde laut. So genehmigte der Lüttringhauser Pfarrer die Laaker Bibelstunde offiziell und verlegte sie auf den Vormittag, wozu schon am ersten Tag 150 Personen erschienen. Am 20. September 1895 nahm ein Lüttringhauser Beauftragter den Gemeindebezirk Laaken in Augenschein und verfügte als Bedingung zur Gemeindegründung das Vorhandensein einer Gottesdienststätte und einer Pfarrwohnung. Ein erster Gewählter Kirchenvorstand fiel 1898 an den neuen Kirchenkreis Barmen.
Am 14. Mai 1896 trat Bernhard Voswinckel, bis dato Hilfsprediger der lutherischen Gemeinde Elberfeld, als erster Pfarrer die neu geschaffene Pfarrstelle Laakens an, der 14. Mai gilt seither als Gründungsdatum der Gemeinde. Zur neuen Gemeinde fielen nun die Wohnschaften Laaken, Eschensiepen, Blombacherbach, Werbsiepen, Kastenberg, Hammesberg und Konradswüste. Gottesdienst wurde jeden Sonntag im Laaker Schulhaus gefeiert, wozu die Gemeinde Ronsdorf die Räume stellte. In der Sonntagsschule wurden zeitweise bis zu 200 Kinder von insgesamt neun Helfern unterrichtet. Noch im Gründungsjahr gründete sich der noch heute bestehende Kirchenchor. Ebenfalls in diesem Jahr stellten Schlieper & Baum ein Grundstück zum Bau eines Gotteshauses sowie zur Anlage eines eigenen Friedhofes, welcher noch im Spätjahr 1896 eröffnet werden konnte.

### Errichtung der Kirche
Die Grundsteinlegung der Kirche und des zusammen erbauten Pfarrhauses wurde am 5. Mai 1899 gefeiert. Die Inschrift des Steins lautet LK 9,62 1899, er ist noch heute an der nördlichen Außenwand der Kirche einsehbar. Am 18. Februar 1900 wurde die Kirche unter dem Beisein mehrerer Vertreter aller evangelischen Kirchengemeinden der Stadt in einem Festakt eröffnet, zur Nachfeier wurde in den Kirchsaal Ackerstraße in Heckinghausen eingeladen. Aufgrund der bescheidenen finanziellen Situation der Gemeinde musste zunächst die Vikarenstelle beibehalten werden, erst am 29. Juni 1902 konnte Pfarrvikar Voswinckel als erster Gemeindepfarrer der Gemeinde Laaken-Blombacherbach eingeführt werden. 1907 schenkte Schlieper & Baum ein zweites Grundstück hinter der Kirche, auf welchem 1907 das Gemeindehaus errichtet wurde. Dieses war zugleich das Bürgerzentrum des Ortsteils Laaken. Am 30. Oktober 1910 wurden drei neue Bronzeglocken in Betrieb genommen, welche mit Bildnissen Martin Luthers und den Inschriften Ein feste Burg ist unser Gott sowie O Land, Land höre des Herrn Wort! Ehre sei Gott in der Höhe! geschmückt waren. Am 30. März 1913 wurde nunmehr auch das Gemeindehaus eingeweiht.

### Kriegsjahre
Im Ersten Weltkrieg fielen 40 Gemeindemitglieder, Pfarrer Voswinckel verließ die Gemeinde 1915 nach Rheydt. Die folgende Weltwirtschaftskrise führte zur Gründung des Laaker Bestattungshilfevereines, und im Januar 1925 wurde der noch heute bestehende Kindergarten im Gemeindehaus Erbhöfen eröffnet. Im selben Jahr wurde die Kirche erstmals gründlich renoviert, was aufgrund der Wirtschaftslage schwer durchzuführen war.

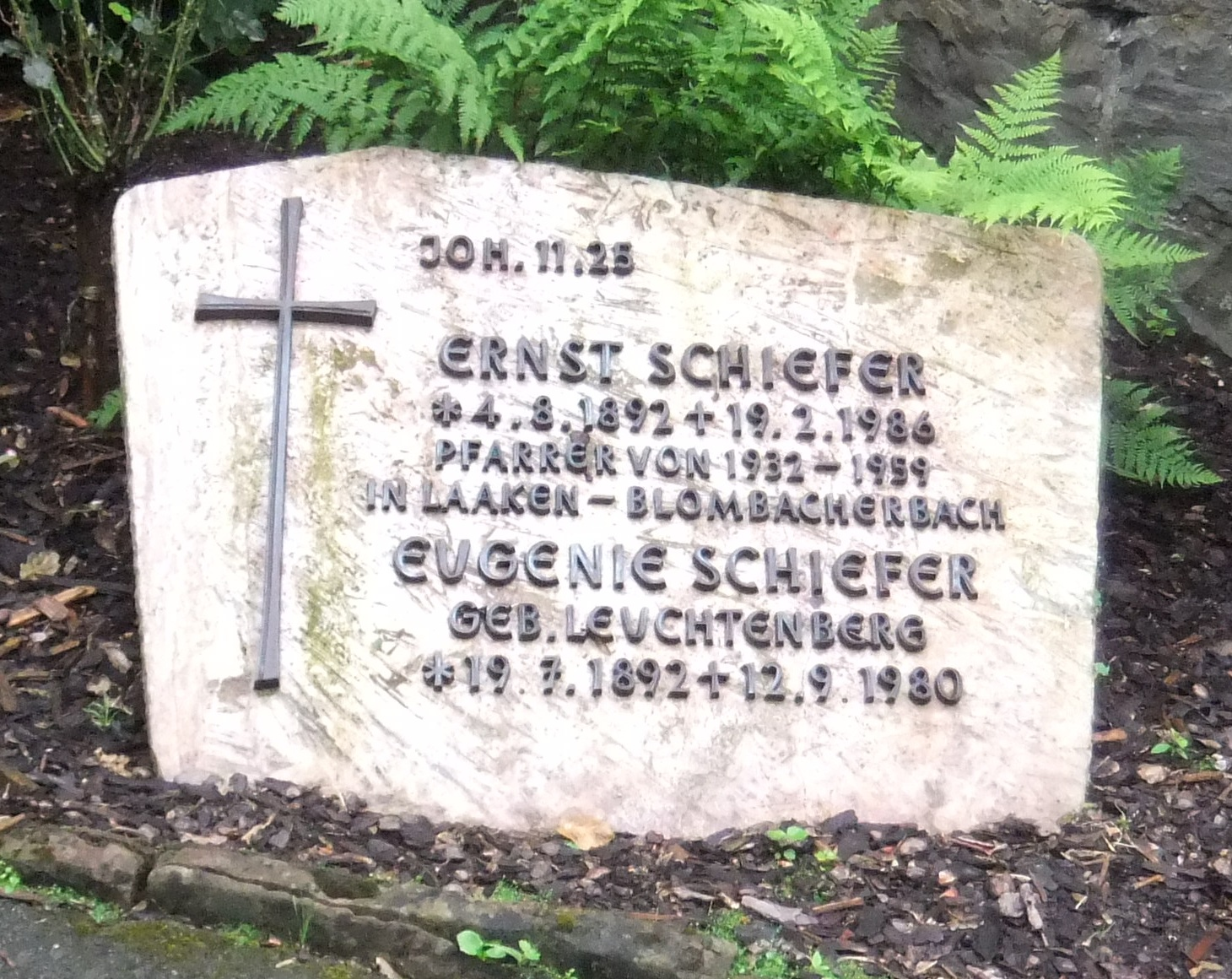
Gedenkstein Pfarrer Ernst Schiefers an der Kirche nahe dem Friedhof

Am 10. April 1932 wurde mit Pfarrer Ernst Schiefer ein äußerst sozialer Pfarrer in den Dienst eingeführt. Das sich bis dahin offen zu den Deutschen Christen bekennende Presbyterium Laaken-Blombacherbachs erkannte unter seiner Führung die Unvereinbarkeit der Deutschen Christen mit der Lehre des Evangeliums. Nur drei Presbyter blieben nach 1932 Mitglied der deutschen Christen. Pfarrer Schiefer sah sich nun immer größeren Repressalien ausgesetzt, insbesondere durch seine immer stärker werdende Richtung zur Bekennenden Kirche hin. Am 5. Juni bekannte sich das Presbyterium schließlich als eine der ersten Gemeinden Wuppertals deutlich zur Lehre der Barmer Theologischen Erklärung, ungeachtet des Widersprechens des Konsistoriums. In der Nacht auf den 30. Mai 1943 wurden die Dächer von Kirche und Pfarrhaus sowie weitere Gebäudeteile schwer beschädigt, dennoch nahm man im Pfarrhaus sechs ausgebombte Familien auf. Im Verlauf des Zweiten Weltkriegs fielen insgesamt 34 Gemeindemitglieder.

### Die Gemeinde nach 1945
Die Gebäude wurden zunächst notdürftig wiederhergerichtet. Zum 1. April 1949 wurde der Bezirk Kemna/Beyenburger Straße, welcher bis dahin zu Langerfeld gehörte, in die Gemeinde eingegliedert. Am 1. Advent 1959 nahm Pfarrer Schiefer Abschied von der Gemeinde und ging in den Ruhestand, er verstarb im Februar 1986. Beigesetzt wurde er auf dem am 30. Mai 1957 eingeweihten Friedhof Zu den Erbhöfen direkt neben der Kirche, welcher zur Entlastung des alten Friedhofes Eschensiepen nur 300 Meter entfernt angelegt wurde. Der alte Friedhof Eschensiepen wurde 2012 geschlossen und seitdem nicht mehr aktiv bewirtschaftet, die Gräber laufen nun aus.
In den sechziger Jahren wurde das Pfarrhaus zu einem Multifunktionsgebäude mit Pfarrwohnung und Gemeindesaal umgebaut, im Erdgeschoss entstand ein neues Gemeindebüro sowie eine Gemeindebibliothek. 1964 begannen Planung für eine grundlegende Umgestaltung der Kirche. Unter anderem wurde das Einziehen einer Zwischendecke auf halber Höhe diskutiert, wie es an vielen weiteren Kirchen in Wuppertal gemacht wurde (beispielsweise in der Neuen Kirche und Christuskirche in Elberfeld). Stattdessen wurde die Kirche bedeutend schlichter gestaltet: Die ursprünglichen beiden Türen zur Sakristei und zum Pfarrbüro hinter dem Altarbereich wurden zugemauert und an die Südseite versetzt, die Altarwand wurde mit plastischen Kreuzen verkleidet und verputzt und eine flache Decke unter dem spitzen Satteldach eingezogen, wodurch das ursprüngliche neugotische Erscheinungsbild der Kirche im Innenraum unwiederbringlich verloren ging. Ebenfalls 1967 wurde der alte Friedhof Eschensiepen im Zuge einer Neugestaltung zeitweise außer Dienst gestellt. Am 25. Oktober 1970 wurden drei neue Glocken eingeweiht, und im Januar 1977 erschien der erste Gemeindebrief. Am 5. Juni 1987 wurde der Radevormwalder Hilfsprediger Michael Schumacher als neuer Gemeindepfarrer eingeführt; er ist noch heute (Stand Juli 2017) Pfarrer der Gemeinde Beyenburg-Laaken.
Am 28. Juni 1994 beschädigte ein erster Großbrand Kirche und Gemeindehaus schwer. Unsachgemäß ausgeführte Handwerksarbeiten im Dachstuhl der Kirche führten an jenem besonders heißen Sommertag schnell zu einem Brand im Gemeindehaus, welcher den Dachstuhl des Gemeindehauses und der Kirche unrettbar beschädigte. Der Kirchsaal wurde vor allem durch Löschwasser schwer beschädigt. Die erst drei Monate später erfolgte Sanierung der Kirche ermöglichte in vielen Gestaltungsmerkmalen eine Rückkehr zum ursprünglichen Erscheinungsbild des Innenraumes. Die Zwischendecke wurde entfernt und das noch verbliebene Holzwerk farblich in den Kirchsaal mit aufgenommen. Auch die ursprünglichen Spitzbögen an der Altarwand konnten wiederhergestellt werden, die Wandkreuze wurden entfernt und durch ein helles Holzkreuz ersetzt. Am 28. Mai 1995 wurde der erste Gottesdienst in der sanierten Kirche gefeiert, die Gemeinde wich bis dahin auf Einladung der katholischen Nachbargemeinde in die Kirche Sankt Petrus aus.

### Vereinigung mit Beyenburg
Im Oktober 2003 schlossen sich die bis dahin eigenständigen Kirchengemeinden Beyenburg und Laaken-Blombacherbach zur neuen Kirchengemeinde Beyenburg-Laaken zusammen, welche zu jenem Zeitpunkt 2.563 Mitglieder zählte. Es folgte eine Konzentrierung der Gemeindearbeit auf das Gemeindezentrum Steinhauser Straße in Beyenburg, Gottesdienste werden fortan im wöchentlichen Wechsel zwischen der Kirche am Kriegermal und der Laaker Kirche gehalten, an Feiertagen wird mangels Pfarrstelle auf Hilfsprediger zurückgegriffen.
Im Frühjahr 2008 begann eine neue Renovierung der Kirche, welche nach wenigen Wochen erfolgreich abgeschlossen werden konnte und insgesamt 25.000 Euro kostete. Doch schon am 7. Februar 2008 ereignete sich erneut ein Brand in der Kirche, wieder verursacht durch unsachgemäße Handwerkerarbeiten. Die neu verputzten Wände und die neuen Stühle, welche die alten Kirchenbänke ersetzten, waren allesamt beschädigt und mussten für mehr als 50.000 Euro hergerichtet werden. Die Orgel selbst war noch zu retten, musste aber aufwändig gereinigt werden. Das angrenzende Gemeindezentrum blieb von größeren Schäden verschont. Erneut wurde auf die katholische Kirche Sankt Petrus und auch auf die Kirche am Kriegermal ausgewichen, erst nach mehreren Monaten konnte die Kirche wieder eröffnet werden.

### Zukunft
Seit der Vereinigung mit der Gemeinde Beyenburg und dem starken Mitgliederschwund in Laaken konzentriert sich das Gemeindeleben in weiten Teilen auf Beyenburg. Nur wenige Gemeindekreise werden noch im Gemeindezentrum Laaken abgehalten, das Gemeindebüro Laaken öffnet nur noch auf Anmeldung. Schon die katholische Nachbargemeinde Sankt Petrus sah sich so 2015 zur Aufgabe ihrer Gottesdienststätte gezwungen, da sich die Bevölkerungsentwicklung in Laaken nicht wie vorhergesehen positiv veränderte. Eine Einstellung des Betriebes als Gottesdienststätte wäre für die Laaker Kirche sogar nicht unwahrscheinlich, wäre die Kirche nicht nach den Brandschäden 2008 erneut saniert worden und so für die nächsten Jahrzehnte durchaus zukunftstauglich. Auch ist sie mangels Friedhofskapelle Veranstaltungsort der Trauerfeiern für den Friedhof Zu den Erbhöfen und bis zu dessen Aufgabe 2012 auch des Friedhofes Eschensiepen. Somit ist die Nutzung der Laaker Kirche als Gottesdienststätte zumindest auf absehbare Zeit gesichert.

## Baubeschreibung
Die mit dem westlich angrenzenden Pfarrhaus Zu den Erbhöfen 53 eine bauliche Einheit bildende Kirche ist eine vollständig aus Backstein errichtete kleine Saalkirche im Stil der Neugotik. Das sechzehn Meter lange und zwölf Meter breite Kirchenschiff wird von jeweils vier ungewöhnlich groß ausgeführten schlichten Fenstern pro Seite in vier Joche gegliedert, wobei das Fenster der Nordseite im Altarbereich am westlichen Ende bis knapp über Fußbodenhöhe ausgeführt wurde. Sämtliche Fenster sind als leicht gedrückte Spitzbögen ausgeführt und wiesen ursprünglich ein sehr fein gearbeitetes Maßwerk aus Sandstein auf. Ein einfach ausgeführtes Satteldach bedeckt die Kirche, unterhalb des kurzen Dachüberhangs sowie im Dreiecksgiebel an der Ostseite ist ein einfacher bogenartiger Backsteinfries gearbeitet. Der Ostgiebel weist neben einem kleinen rundlichen Giebelfenster sowie dem nicht mehr vorhandenen und vermauerten Ostfenster das große stählerne Hauptportal auf, welches über eine zweiseitige Treppe erreicht werden kann.
Eine bauliche Besonderheit bildet der als bis an den Ostgiebel vorgezogenen Dachreiter ausgeführte Kirchturm. Er hebt sich deutlich von den roten Backsteingebäuden in seinem Umfeld ab und ist schiefergedeckt ausgeführt, was im Kirchenbau zu jener Zeit bereits länger vollständig aus der Mode gekommen war. Trotz der spitzbögigen doppelten Schallluken auf Höhe des Glockenstuhls setzt der Turm so schon einen ersten Akzent zum erst fünf Jahre nach dem Bau der Kirche erstmals beschrieben Heimatstil, welcher im Bergischen Land bis zum Bau der Erlöserkirche in Wichlinghausen 1913 völlig unbekannt war.

### Glocken
Im Kirchturm hängen drei aus Bronze gegossene Kirchenglocken, welche am 25. Oktober 1970 erstmals im Glockenturm läuteten und das nunmehr dritte Geläut der Kirche bilden. Sie ersetzten das zweite Bronzegeläut von 1910 mit den Schlagtönen g″ b″ d″, welches wiederum das erste stählerne Zweiglockengeläut aus der Anfangszeit ersetzte, zu jenem Zeitpunkt schadhaft war und ausgetauscht wurde. Die neuen Glocken haben ein Gesamtgewicht von 450 Kilogramm und läuten zur Mittagsstunde um wenige Minuten nach hinten versetzt, um mit dem klangtechnisch vollkommen anders disponierten Geläut der benachbarten katholischen Kirche Sankt Petrus nicht in Konflikt zu geraten.
| Schlagton | Durchmesser (mm) | Inschrift          |
| --------- | ---------------- | ------------------ |
| d″        | 680              | Jauchzet dem Herrn |
| e″        | 605              | Rühmet den Herrn   |
| g″        | 510              | Lobet den Herrn    |

### Innenraum

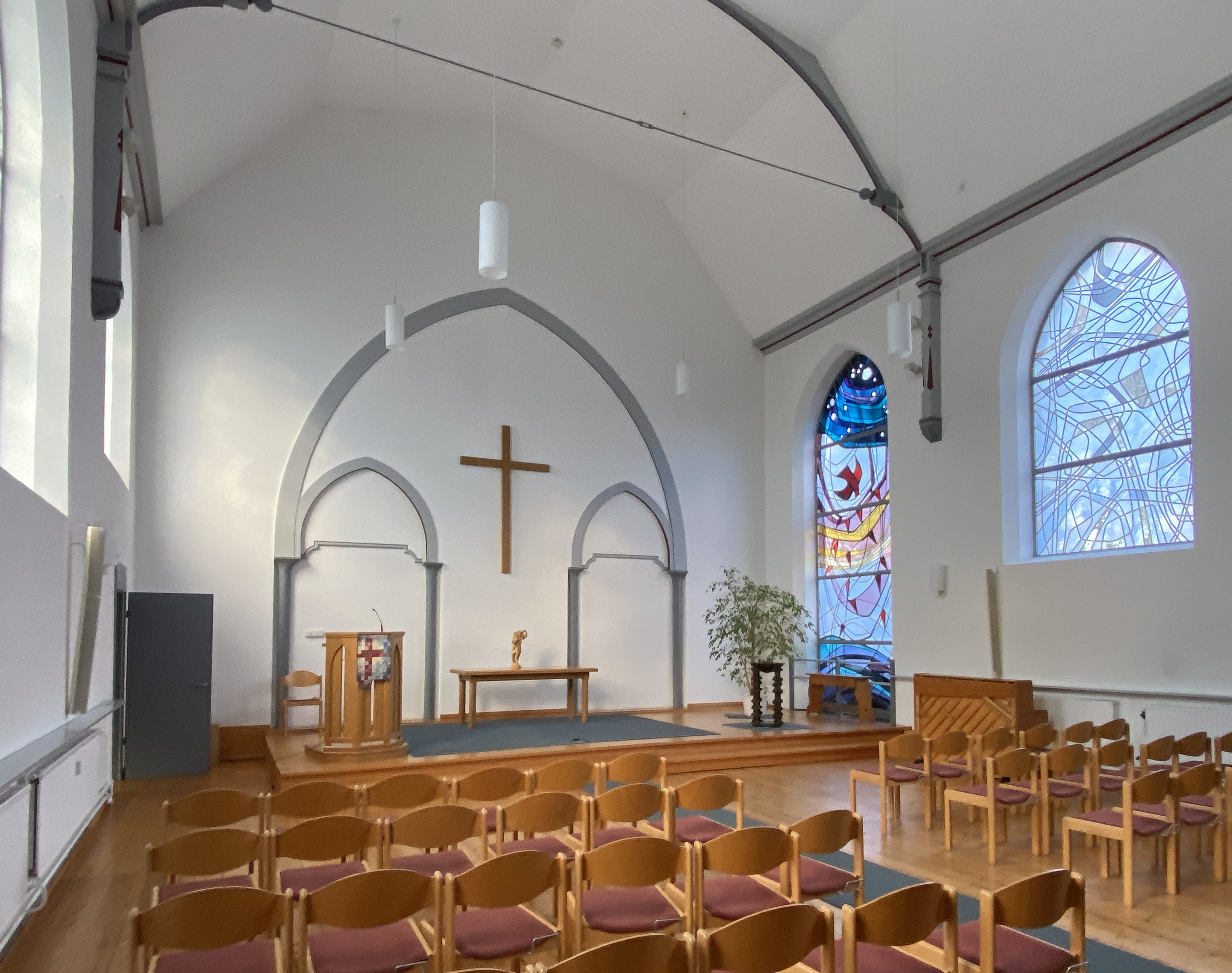
Blick zum Altar

Vom ursprünglich durchweg neugotischen Innenraum aus der Zeit nach der Erbauung ist heute wenig erhalten. Der Kirchenraum präsentiert sich nach seiner letzten Sanierung besonders hell und in einem einheitlichen Farbschema. Betreten wird der Kirchraum von Osten über das Hauptportal, welches in ein kleines Foyer mündet. An der Ostseite des Raumes befindet sich die Orgelempore, welche über eine kleine Treppe vom Kirchenraum aus betreten wird. Unterhalb der Empore befinden sich neben den Regalen mit den Gesangbüchern zusätzliche Stühle für hohe Besucherzahlen, die Hauptbestuhlung befindet sich im vorderen Bereich des Kirchenraumes. Die vollständig aus Holz gezimmerte Empore ist gleichwie die freiliegenden Deckenbalken in Grautönen gehalten und passt sich somit den eher hell und in verschiedenen Grau- und Weißtönen gefertigten Kirchenfenstern an. Einzig das nahezu bodentiefe Nordfenster im Altarbereich ist im Gegensatz zu den anderen Fenstern farbenprächtig bunt gehalten und beleuchtet somit bei einfallendem Licht den ebenso schlichten Altarbereich in bunten Farben. Der Altarbereich erhebt sich mit zwei Stufen leicht über dem hellen Dielenholzboden. Aus dem gleichen Holz sind Kanzel und Altar gefertigt, wobei der Altar bei den letzten großen Umbauarbeiten bewusst eine tischähnlichere Form bekam und der bis dahin in unierter Tradition geführten Kirche einen deutlichen Richtungsverweis zur Reformierten Tradition setzt. Geprägt wird der Altar neben zwei einfachen Altarkerzen und der Bibel von einer Figur des Guten Hirten, welcher die Handarbeit eines südtirolisch geprägten Gemeindemitgliedes ist. Eine ebenso vorgeschlagene Madonnenfigur wurde zugunsten der Hirtenfigur abgelehnt, die Figur bekam allerdings erst nach der letzten Umgestaltung ihren repräsentativen Platz auf dem Altar.

### Orgel
Die auf der Ostempore befindliche Orgel wurde anlässlich der ersten großen Renovierung als Ersatz für eine stark in Mitleidenschaft gezogene Vorgängerorgel durch den Berliner Orgelbauer Karl Schuke erbaut und in der südlichen Ecke der Empore aufgestellt. Das Vorgängerinstrument war eine um 1850 gefertigte Orgel der Orgelbaufirma Gebrüder Weil aus Neuwied; das Instrument konnte von der jungen Gemeinde günstig gebraucht erworben werden. Nach dem großen Brand 1994 wurde die beschädigte Schuke-Orgel wieder Instand gesetzt, aber der erneuten Umgestaltung der Kirche entsprechend in ein neues Gehäuse mit neuer Mechanik eingebaut und mittig auf der Empore platziert. Sie verfügt über vierzehn Register auf zwei Manualen mit Pedal mit mechanischen Spiel- und Registertrakturen.

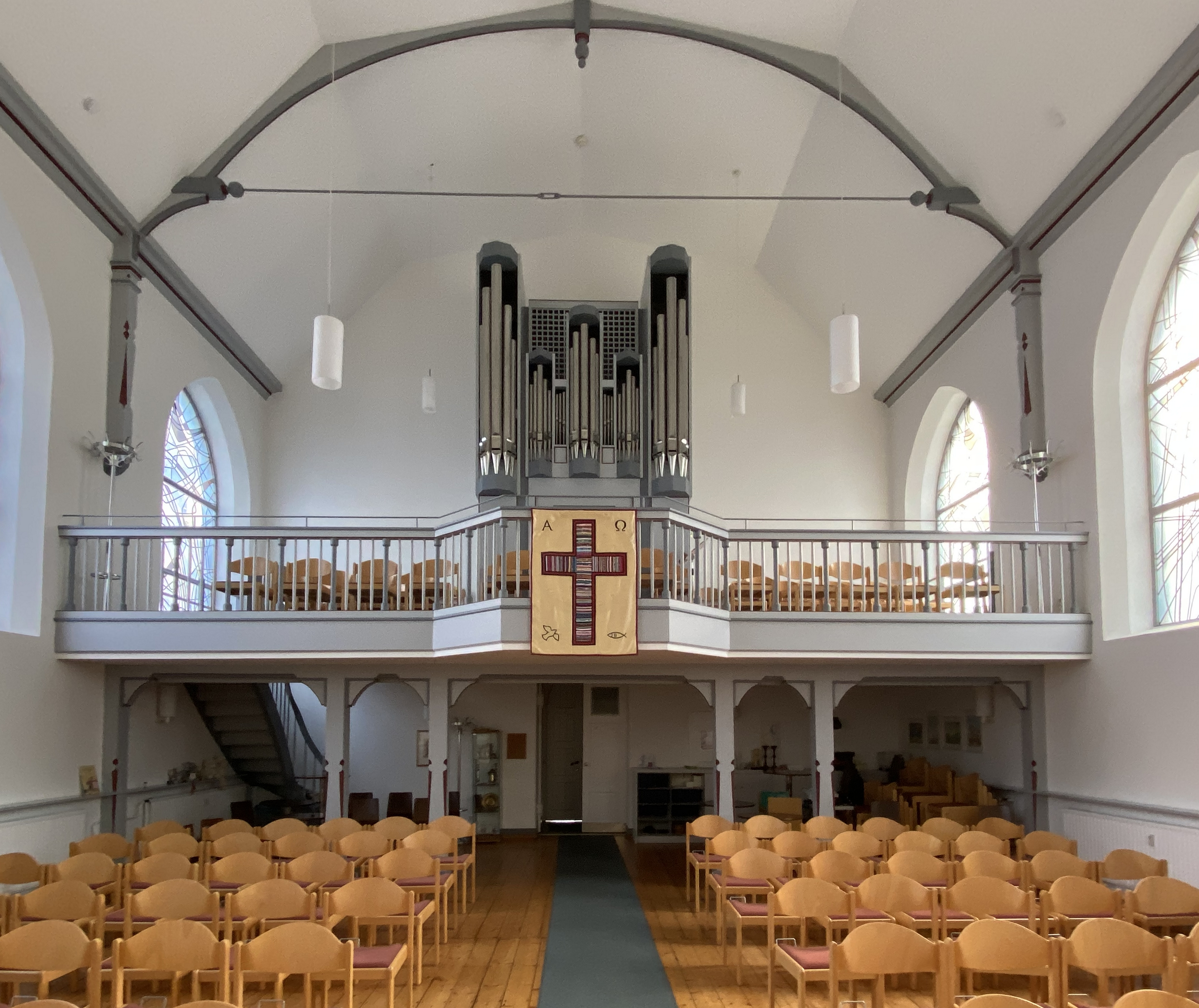
Blick zur Orgelempore

| I Hauptwerk C–g3 |    |
| Principal        | 8′ |
| Rohrflöte        | 8′ |
| Oktave           | 4′ |
| Waldflöte        | 2′ |
| Mixtur IV        |    |

| II Schwellwerk C–g3 |       |
| Gedackt             | 8′    |
| Blockflöte          | 8′    |
| Principal           | 2′    |
| Quinte              | 1 ⁄3′ |
| Sifflöte            | 1′    |
| Krummhorn           | 8'    |
| Tremulant           |       |

| Pedal C–f1 |     |
| Subbass    | 16′ |
| Gemshorn   | 8′  |
| Rohrpfeife | 4′  |

- Koppeln: II/I, I/P, II/P

## Galerie

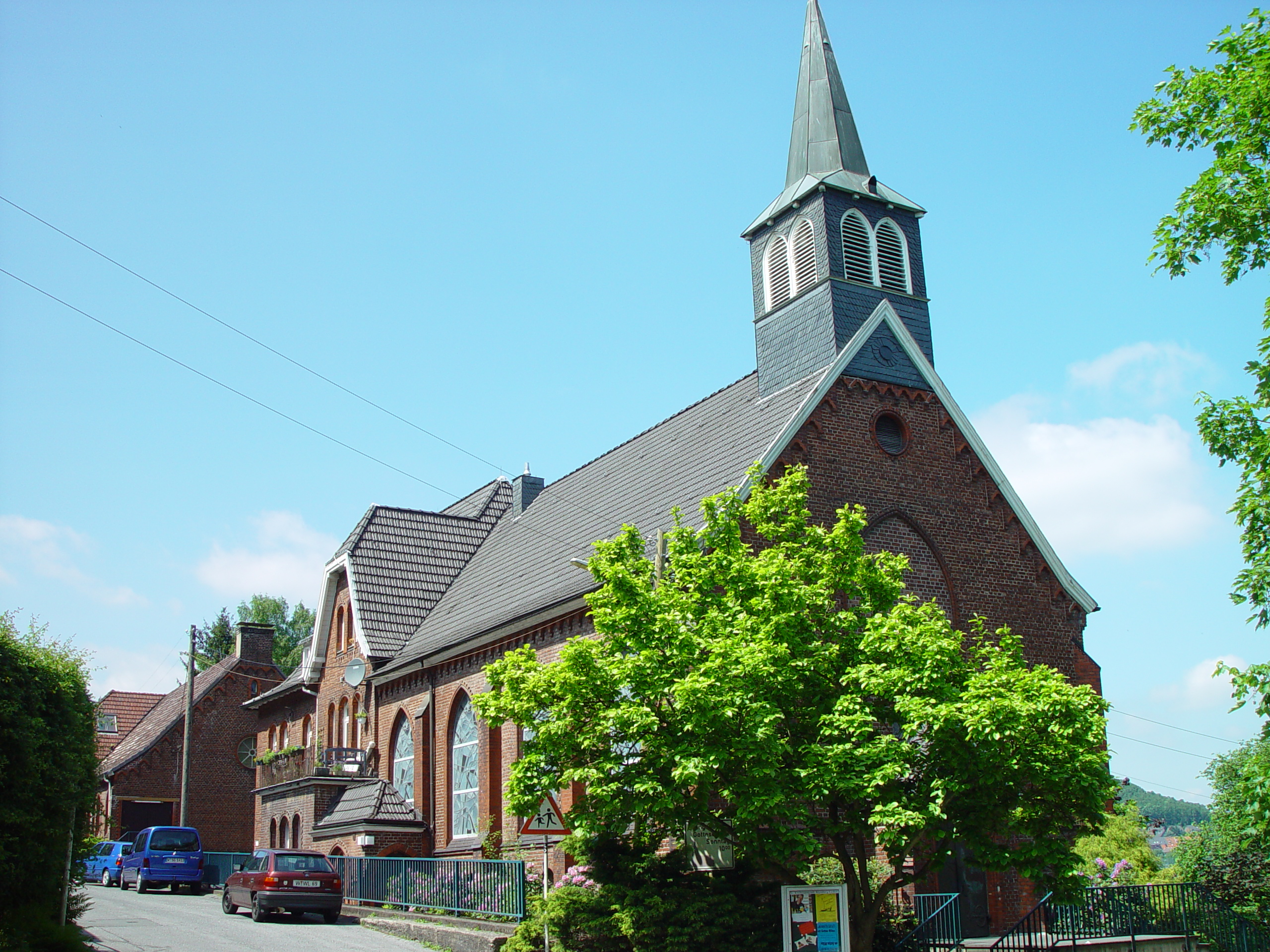
Die Kirche im Jahr 2007
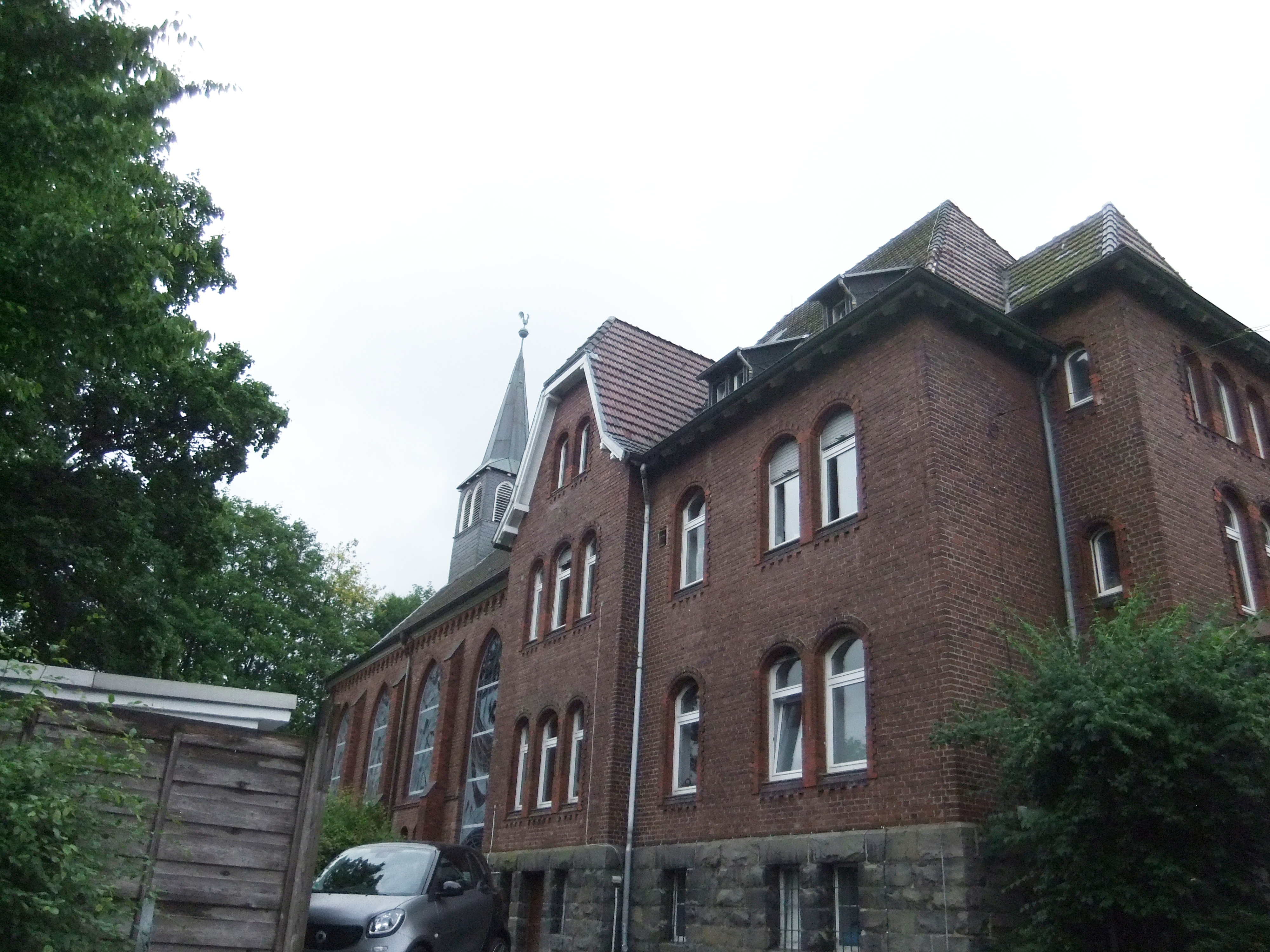
Ansicht vom Friedhof; deutlich sichtbar ist das westlich angesetzte Gemeindehaus (hier im Vordergrund)
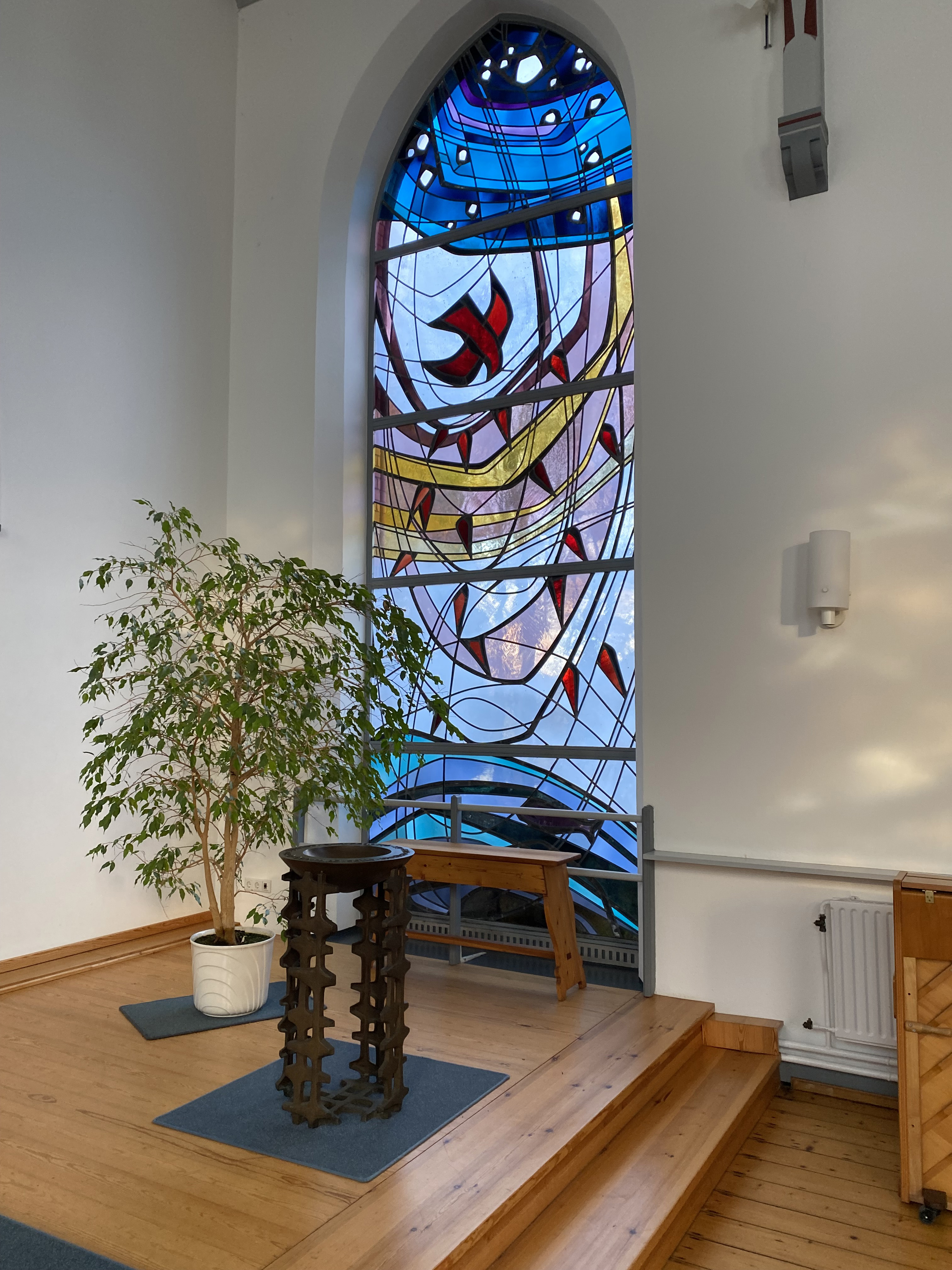
Das bunt gestaltete Fenster an der nördlichen Altarseite mit Taufbecken
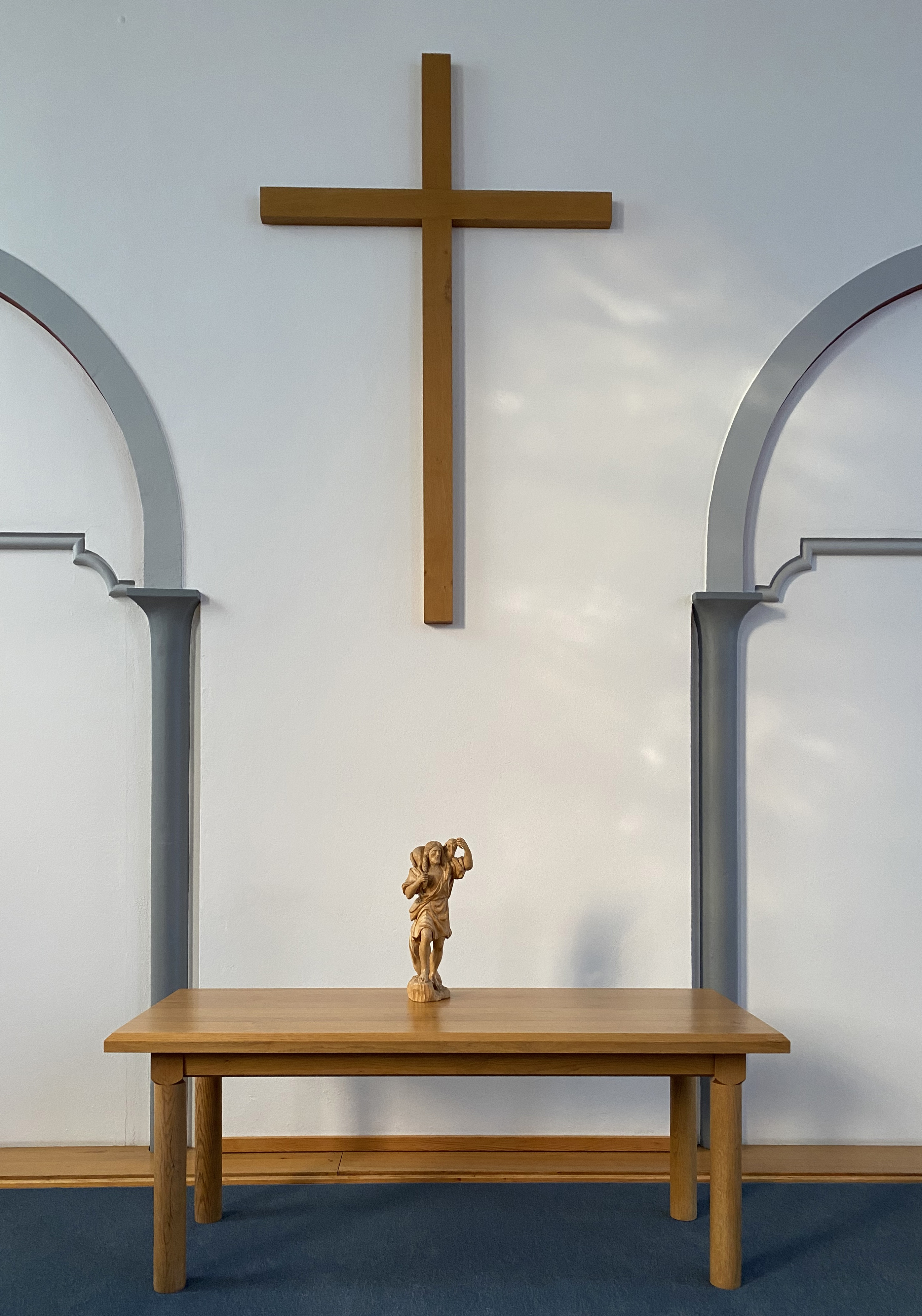
Altartisch
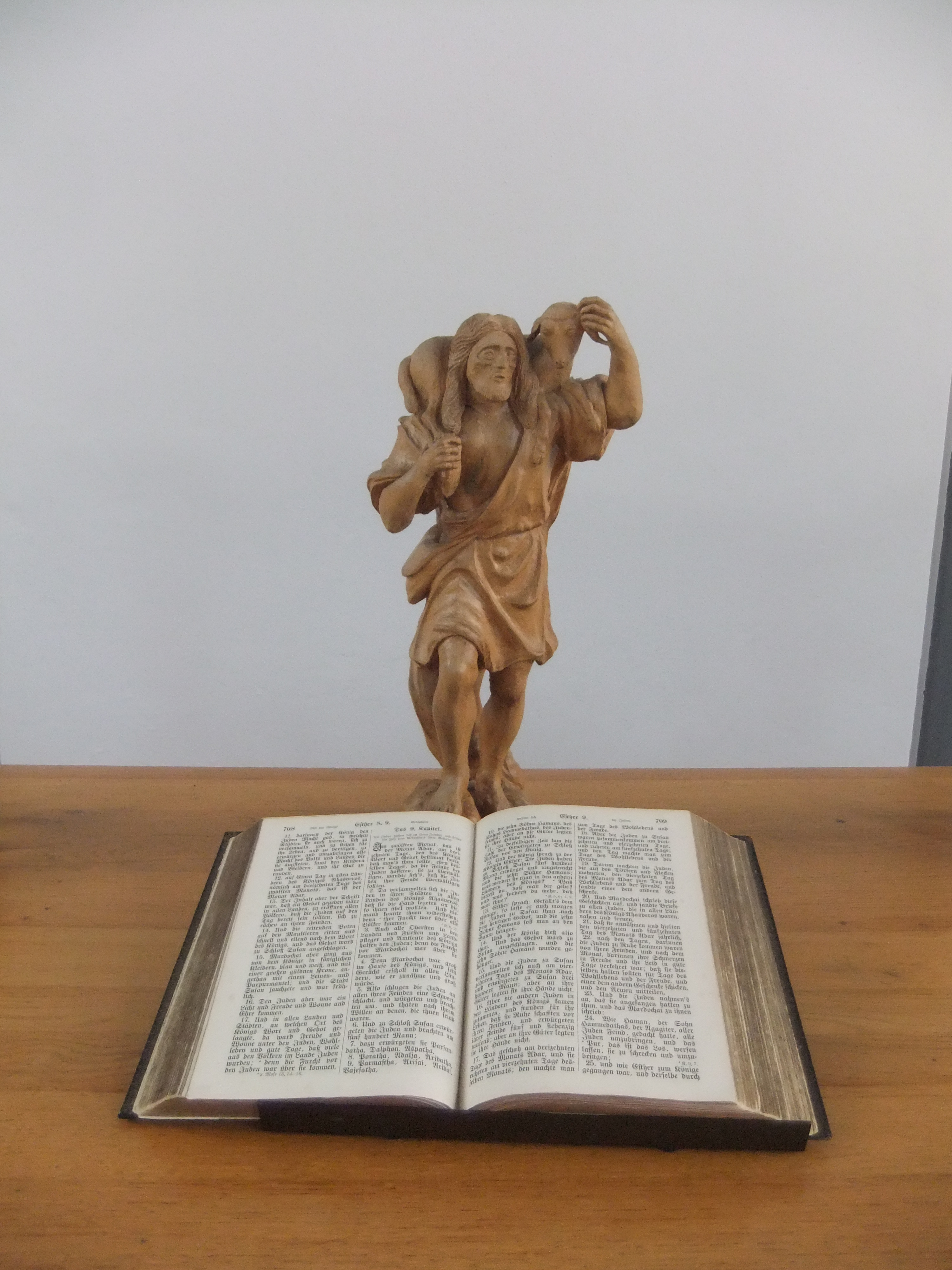
Die Figur des Guten Hirten
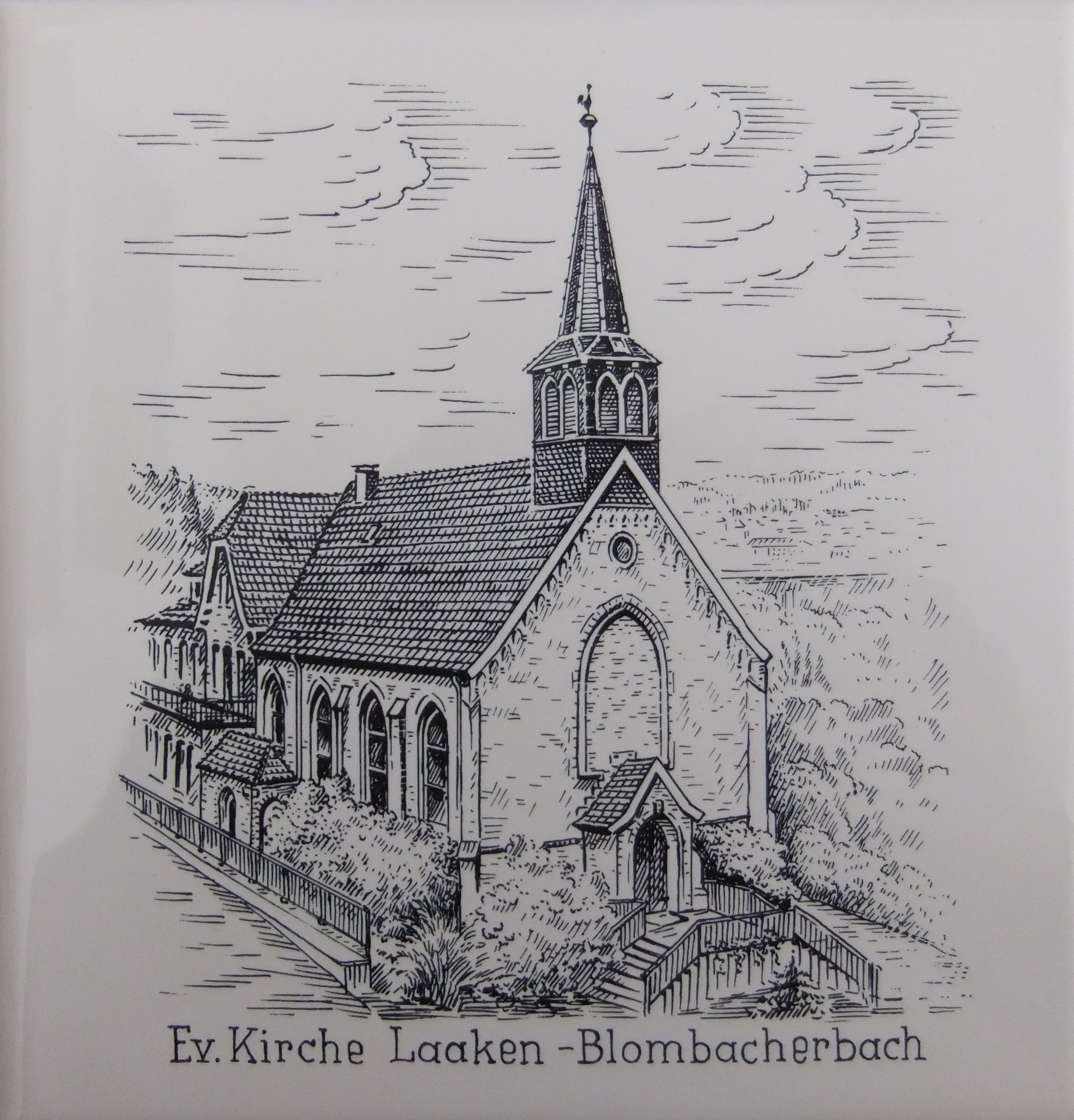
Darstellung der Laaker Kirche auf einer Keramikkachel, ausgegeben zum 100-jährigen Gemeindejubiläum